# لباس عروس (فیلم ۲۰۱۰)
«لباس عروس» (انگلیسی: Wedding Dress (film)) فیلمی در ژانر درام است که در سال ۲۰۱۰ منتشر شد.